# Olympische Sommerspiele 2016/Gewichtheben – Mittelgewicht (Männer)
Das Gewichtheben der Männer in der Klasse bis 77 kg (Mittelgewicht) bei den Olympischen Sommerspielen 2016 in Rio de Janeiro fand am 10. August 2016 in der zweiten Halle des Riocentro statt. Es traten 14 Sportler aus 13 Ländern an.
Der Wettbewerb bestand aus zwei Teilen: Reißen (Snatch) und Stoßen (Clean and Jerk). Die Teilnehmer traten in zwei Gruppen zuerst im Reißen an, bei dem sie drei Versuche hatten. Wer ohne gültigen Versuch blieb, schied aus. Im Stoßen hatte wieder jeder Starter drei Versuche. Der Sportler mit dem höchsten zusammenaddierten Gewicht gewann. Im Falle eines Gleichstandes gab das geringere Körpergewicht den Ausschlag.
Im Jahr 2022 wurde Nischat Rachimow seine Goldmedaille wegen Dopings aberkannt.

## Titelträger
| Weltmeister   | Reißen    | Lü Xiaojun       | 175 kg | WM 2015 in Houston |
| Weltmeister   | Stoßen    | Nischat Rachimow | 207 kg | WM 2015 in Houston |
| Weltmeister   | Zweikampf | Nischat Rachimow | 372 kg | WM 2015 in Houston |
| Olympiasieger | Zweikampf | Lü Xiaojun       | 379 kg | 2012 in London     |

## Rekorde

### Bestehende Rekorde
| Weltrekord         | Reißen    | Lü Xiaojun          | 176 kg | Breslau, Polen         | 24. Oktober 2013   |
| Weltrekord         | Stoßen    | Oleg Perepetschonow | 210 kg | Trenčín, Slowakei      | 27. April 2001     |
| Weltrekord         | Zweikampf | Lü Xiaojun          | 380 kg | Breslau, Polen         | 24. Oktober 2013   |
| Olympischer Rekord | Reißen    | Lü Xiaojun          | 175 kg | London, Großbritannien | 1. August 2012     |
| Olympischer Rekord | Stoßen    | Zhan Xugang         | 207 kg | Sydney, Australien     | 22. September 2000 |
| Olympischer Rekord | Zweikampf | Lü Xiaojun          | 379 kg | London, Großbritannien | 1. August 2012     |

### Neue Rekorde
| Weltrekord (auch OR) | Reißen | Lü Xiaojun       | 177 kg | Rio de Janeiro, Brasilien | 10. August 2016 |
| Weltrekord (auch OR) | Stoßen | Nischat Rachimow | 214 kg | Rio de Janeiro, Brasilien | 10. August 2016 |

## Zeitplan
- Gruppe A: 10. August 2016, 19:00 Uhr (Ortszeit)
- Gruppe B: 10. August 2016, 10:00 Uhr (Ortszeit)

## Endergebnis
| Rang | Athlet               | Nation      | Gr. | Kgw.     | Reißen (kg) | Reißen (kg) | Reißen (kg) | Reißen (kg) | Stoßen (kg) | Stoßen (kg) | Stoßen (kg) | Stoßen (kg) | Zweikampf |
| Rang | Athlet               | Nation      | Gr. | Kgw.     | 1           | 2           | 3           | Gesamt      | 1           | 2           | 3           | Gesamt      | Zweikampf |
| ---- | -------------------- | ----------- | --- | -------- | ----------- | ----------- | ----------- | ----------- | ----------- | ----------- | ----------- | ----------- | --------- |
| DSQ  | Nischat Rachimow     | Kasachstan  | A   | 76,19 kg | 160         | 165         | 168         | 165         | 202         | 214         | —           | 214         | 379       |
| 2    | Lü Xiaojun           | China       | A   | 76,83 kg | 170         | 175         | 177         | 177         | 197         | 197         | 202         | 202         | 379       |
| 3    | Mohamed Ihab         | Ägypten     | A   | 76,69 kg | 160         | 165         | 168         | 165         | 196         | 196         | 203         | 196         | 361       |
| 4    | Chatuphum Chinnawong | Thailand    | A   | 76,52 kg | 160         | 165         | 165         | 165         | 191         | 191         | 191         | 191         | 356       |
| 5    | Alexandr Spac        | Moldau      | A   | 76,52 kg | 150         | 155         | 158         | 155         | 185         | 190         | 192         | 192         | 347       |
| 6    | Andrés Caicedo       | Kolumbien   | B   | 76,26 kg | 150         | 150         | 155         | 155         | 191         | 197         | 197         | 191         | 346       |
| 7    | Andrés Mata          | Spanien     | B   | 76,32 kg | 145         | 150         | 153         | 153         | 185         | 190         | 190         | 190         | 343       |
| 8    | Choe Jon-wi          | Nordkorea   | A   | 76,54 kg | 153         | 157         | 158         | 153         | 184         | 190         | 194         | 190         | 343       |
| 9    | Ibrahim Abdelbaki    | Ägypten     | A   | 76,90 kg | 147         | 152         | 152         | 152         | 186         | 186         | 192         | 186         | 338       |
| 10   | Nico Müller          | Deutschland | B   | 76,70 kg | 145         | 149         | 151         | 151         | 177         | 181         | 185         | 181         | 332       |
| 11   | Sathish Sivalingam   | Indien      | B   | 76,96 kg | 143         | 48          | 153         | 148         | 176         | 181         | 186         | 181         | 329       |
| 12   | Deni                 | Indonesien  | B   | 69,38 kg | 140         | 146         | 149         | 146         | 172         | 177         | 181         | 177         | 323       |
| —    | Andranik Karapetjan  | Armenien    | A   | 76,75 kg | 170         | 174         | 176         | 174         | 195         | 195         | —           | —           | DNF       |
| —    | Dumitru Captari      | Rumänien    | B   | 76,68 kg | 145         | 150         | 150         | 145         | —           | —           | —           | —           | DNF       |